# Jaroslav Ťažký
Jaroslav Ťažký (6. prosince 1954, Alekšince – 24. prosince 2020,Štitáre) byl slovenský fotbalista, útočník. Po skončení aktivní kariéry působil jako trenér na regionální úrovni.

## Fotbalová kariéra
V československé lize hrál za Plastiku Nitra a Slovan Bratislava. V československé lize nastoupil v 61 utkáních a dal 13 gólů. Druhou ligu hrál kromě Nitry a Slovanu i za Slovan Agro Levice a TTS Trenčín. V dresu Nitry byl nejlepším střelcem 1. slovenské národní ligy 1977–1978 se 17 góly.

## Ligová bilance
| Ročník                                      | Zápasy | Góly | Klub                    |
| ------------------------------------------- | ------ | ---- | ----------------------- |
| 1. slovenská národní fotbalová liga 1977/78 | -      | 17   | Plastika Nitra          |
| 1. slovenská národní fotbalová liga 1978/79 | -      | -    | Plastika Nitra          |
| 1. československá fotbalová liga 1979/80    | 27     | 10   | Plastika Nitra          |
| 1. československá fotbalová liga 1980/81    | 15     | 3    | Plastika Nitra          |
| 1. československá fotbalová liga 1981/82    | 5      | 0    | Plastika Nitra          |
| 1. slovenská národní fotbalová liga 1981/82 | 10     | 0    | Slovan Agro Levice      |
| 1. slovenská národní fotbalová liga 1982/83 | 14     | 4    | Slovan Agro Levice      |
| 1. slovenská národní fotbalová liga 1982/83 | 12     | 4    | TTS Trenčín             |
| 1. slovenská národní fotbalová liga 1983/84 | 28     | 11   | TTS Trenčín             |
| 1. slovenská národní fotbalová liga 1984/85 | 15     | 5    | TTS Trenčín             |
| 1. československá fotbalová liga 1984/85    | 14     | 0    | Slovan CHZJD Bratislava |
| 1. slovenská národní fotbalová liga 1985/86 | 19     | 6    | Slovan CHZJD Bratislava |
| CELKEM 1. LIGA                              | 61     | 13   |                         |